# Anaxyrus quercicus
Il rospo quercia (Anaxyrus quercicus) è una specie di rospo appartenente alla famiglia dei Bufonidae endemico delle regioni costiere del sud-est degli Stati Uniti. È registrata come la più piccola specie di rospo del Nord America, con una lunghezza che varia tra 19 e 33 mm.

## Descrizione
Il rospo quercia può essere identificato grazie alle sue chiare strisce a metà del dorso, macchie di colore variabile tra marrone e nero, e ghiandole parotidee proporzionalmente grandi. Una delle caratteristiche più particolari di questa specie è la piccola dimensione degli esemplari adulti al confronto con quelli delle altre specie.

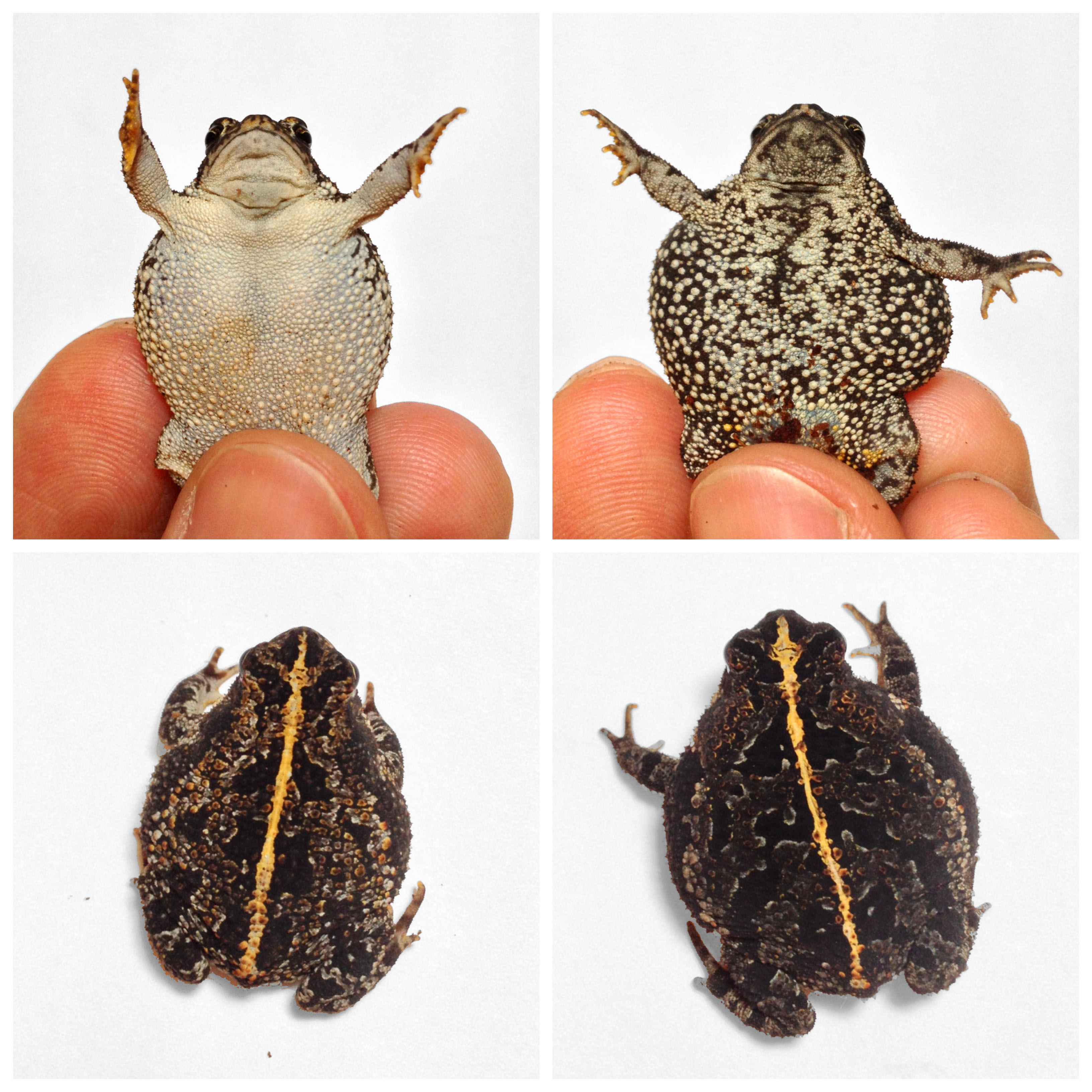
Maschio adulto (sinistra), femmina (destra) : da notare il chiaro contrasto sulla superficie ventrale, la sacca vocale sulla gola del maschio e la dimensione maggiore della femmina

.

## Habitat e distribuzione
Questa specie di rospo ha il suo habitat naturale nelle foreste temperate e di macchia, laghi di acqua dolce e paludi, terre arabili ed irrigate, pascoli, stagni e fossati.
L'areale del rospo quercia si estende lungo le pianure costiere del sud-est degli Stati Uniti, dalla Louisiana orientale alla Virginia meridionale e ancora più a sud fino alla Florida.

## Comportamento
Questo rospo si nutre principalmente di piccoli insetti ed altri artropodi. L'esemplare adulto ha una forte preferenza per le formiche.
È una specie principalmente diurna e spende gran parte del tempo interrato nel terreno del suo habitat. Può rimanere nel suo riparo per tutto l'inverno, spesso in stato di letargo.

La riproduzione avviene specchi d'acqua poco profondi creatisi con le forti piogge. I maschi espandono dunque la loro particolare sacca vocale producendo un richiamo simile ad un cinguettio. La stagione riproduttiva va da aprile ad ottobre, con un picco nella fase iniziale. Le abbondanti, tiepide piogge primaverili stimolano l'accoppiamento. 

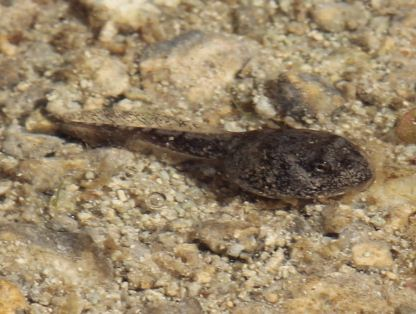
Girino di Anaxyrus quercicus

Una media di 300-500 uova vengono deposte in piccoli filamenti di circa 3-8 uova ciascuno, con ogni uovo circa 1 mm largo. I fili sono attaccati alla vegetazione, solitamente a fili d'erba sommersi a una profondità di 4-12 cm. L'energia impiegata per produrre questa grande quantità di uova è importante, e quindi molti esemplari femmina sono ritrovati morti durante la stagione degli accoppiamenti a causa della fatica del processo. La fecondazione avviene esternamente, con lo sperma liberato dal maschio nella vicinanza delle uova. Come altre specie di rospo, il maschio possiede l'organo di Bidder, che può diventare un ovario funzionante nel caso di una disfunzione testicolare.

### Biologia
Le uova si sviluppano velocemente, schiudendosi nel giro di solo 24-36 ore. I girini raggiungono una lunghezza massima che varia tra 18 e 19,4 mm. È di colore oliva-grigiastro o verde-violaceo sul dorso e violetto sul ventre. La coda ha 6 o7 macchie nere a sella. I girini completano la metamorfosi in una fase giovanile di rospo in 4-6 settimane, e raggiunge l'età adulta e riproduttiva tra 1,5 e 2,3 anni di età.
La durata della vita di questa specie non è chiara. Ci sono testimonianze di esemplari vissuti anche 4 anni in cattività, e la media ponderata di sopravvivenza in cattività è di 1,9 anni.

## Predatori
I predatori primari di questa specie sono i serpenti, e in particolare delle specie appartenenti al genere Heteredon, che sono specializzati nella cattura dei rospi. Altri predatori includono altri tipi di serpenti e rane.
Come molti altri appartenenti a questa famiglia di Bufonidi, il rospo quercia assume la unkenreflex quando si trova di fronte ad un possibile predatore. L'esemplare secerne tossine dalle sue ghiandole parotidee e urina quando si sente in pericolo. Il maschio può cinguenttare come risposta ai predatori. Le uova pare abbiano qualche proprietà velenosa.

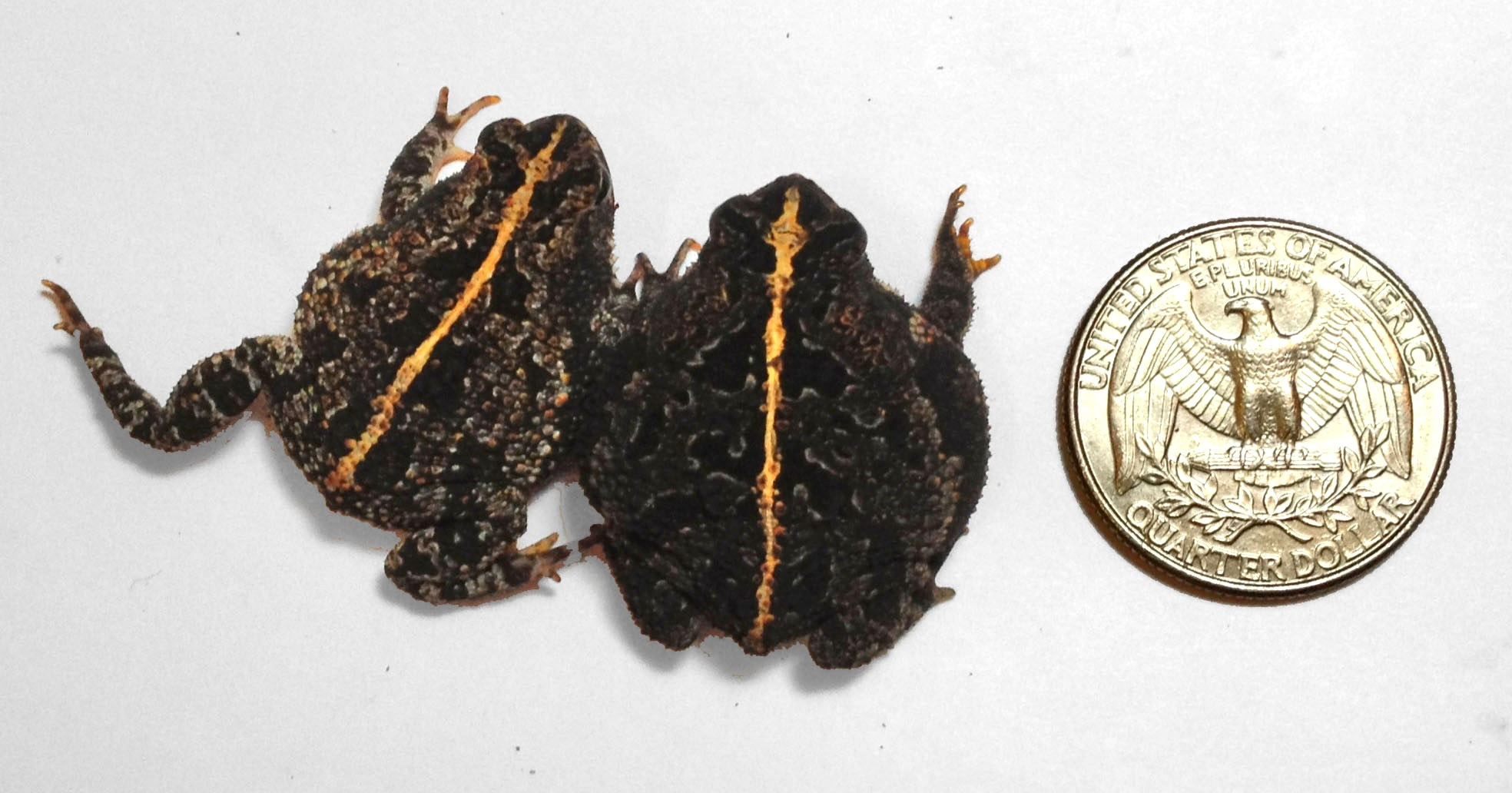
Confronto delle dimensioni. Maschio adulto (sinistra), femmina (destra).

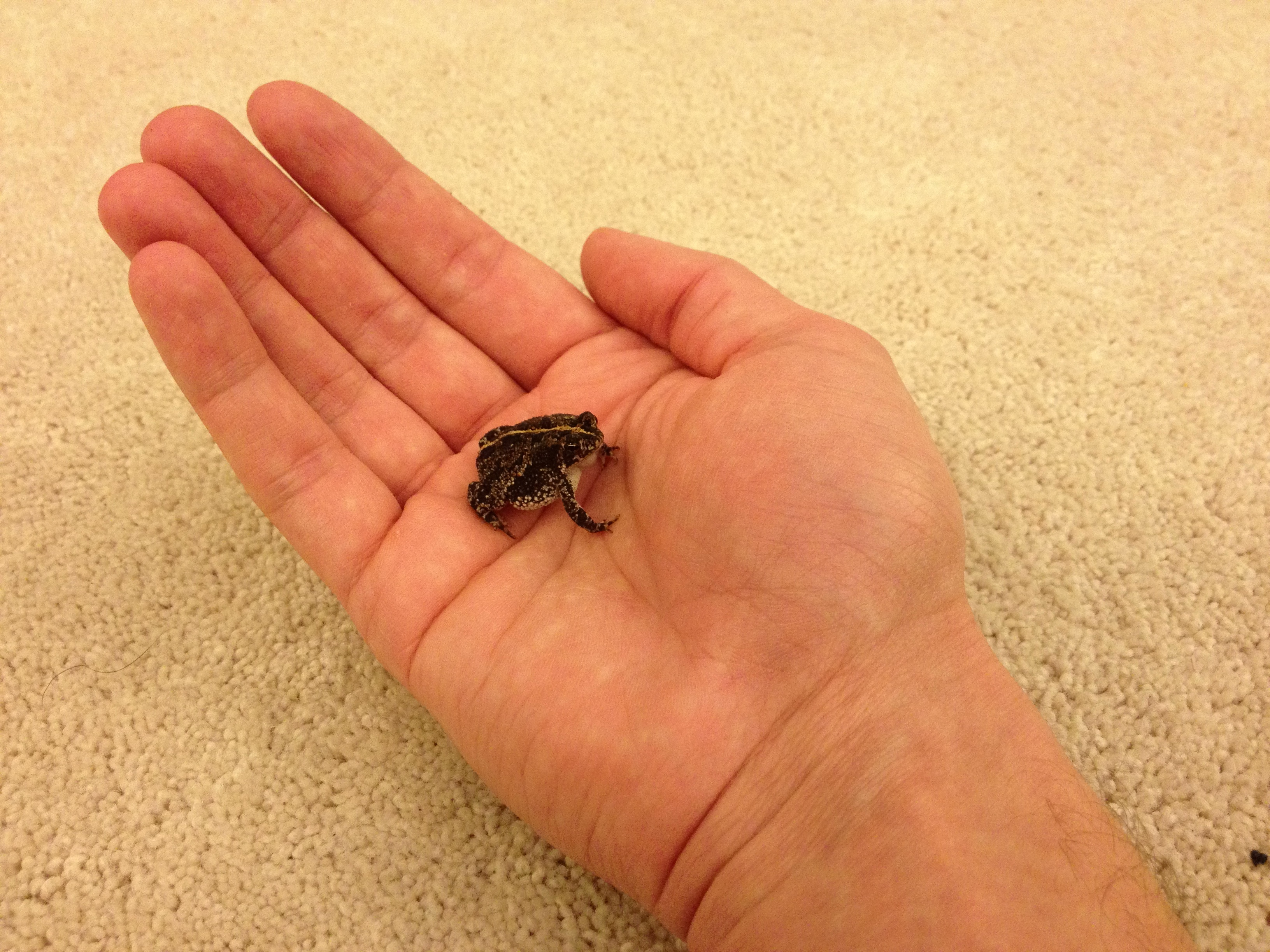
La più piccola specie di rospo del Nord America.